# Coalición Mundial contra la Pena de Muerte
La Coalición Mundial Contra la Pena de Muerte es una alianza de ONG, colegios de abogados, activistas, órganos locales y sindicatos fundada en 2002 cuyo objetivo es fortalecer el movimiento internacional contra la pena de muerte.
La Coalición Mundial ejerce presión sobre las Organizaciones Internacionales y Estados, organiza eventos internacionales y facilita la creación y desarrollo de coaliciones nacionales y regionales contra la  pena de muerte.

## Historia
Fue creada en Roma el 13 de mayo de 2002. Desde 2003 promueve la celebración del Día Mundial contra la Pena de Muerte cada 10 de octubre.
Antes de los Juegos Olímpicos de Verano de 2008, la Coalición Mundial entregó una petición a la oficina de enlace de Beijing en Hong Kong. La petición fue firmada por 256.000 personas de 23 países y se pidió al  Presidente chino Hu Jintao que conceda una moratoria sobre las ejecuciones.

## Miembros
La Coalición tiene 150 organizaciones miembros en febrero de 2019.
Entre las organizaciones miembros se encuentran:
- American Friends Service Committee
- Amnistía Internacional
- Comité de Helsinki de Bielorrusia
- Confederación General del Trabajo (Francia)
- Federación Internacional por los Derechos Humanos
- Fédération Syndicale Unitaire (Francia)
- Human Rights Watch
- Comisión Internacional de Juristas
- Gremio Nacional de Abogados (Estados Unidos)

## Junta Ejecutiva (2017-2019)
- Kevin Rivera Medina (Colegio de Abogados y Abogadas de Puerto Rico) - Presidente
- Annemarie Pieters (Communità di Sant'Egidio) - Vicepresidente
- Amy Bergquist (Defensores de los derechos humanos) - Vicepresidente
- Abdellah Mouseddad (Coalición marroquí) - Vicepresidente
- Guillaume Colin (FIACAT) - Tesorero[5]